# Theotima tchabalensis
Theotima tchabalensis là một loài nhện trong họ Ochyroceratidae. Loài này phân bố ở Kameroen.